# Jorge Colaço
Jorge Rey Colaço (26. února 1868 Tanger – 23. srpna 1942 Oeiras) byl portugalský malíř a keramik známý především díky svým azulejos.

## Život a dílo
Narodil se na portugalském konzulátu v marockém Tangeru diplomatovi a spisovateli José Danielovi Colaçaovi a Virgínii Rey Colaçové. Studoval umění v Lisabonu, Madridu a v roce 1886 odjel studovat do Paříže, kde zůstal 6 let a pracoval zde jako karikaturista pro noviny Le Figaro. V roce 1893 vystavoval v Pařížském salonu a mezi lety 1906 až 1910 byl prezidentem lisabonské Sociedade Nacional de Belas Artes.
Byl též vlastníkem monarchistického a protirepublikánského časopisu O Thalassa (1913–1916), psal do periodika Branco e Negro a také do časopisu Illustração portugueza. 16. září 1936 mu byla udělena hodnost velkodůstojníka Řádu svatého Jakuba od meče.
Jeho manželkou byla spisovatelka Branca de Gonta Colaçová a byl bratrancem herečky Amélie Rey Colaçové.
V letech 1904–1924 působil v továrně Fábrica de Louça de Sacavém a poté ve Fábrica de Cerâmica Lusitânia v Lisabonu a Coimbře, se kterou spolupracoval až do své smrti.
Vynikal v karikatuře, malbě a v tvorbě azulejos, při které uplatňoval inovativní výrobní procesy a techniky. Jeho práce jsou pozdně romantické a oslavují portugalskou historii. Kromě historických námětů se Colaço zabýval také etnografickými tématy a krajinomalbou.
Jeho nejvýznamnější díla se nacházejí na těchto místech v Portugalsku:
- Palácio Hotel do Buçaco (1907)
- na nádraží São Bento v Portu (1905–1916)
- Pavilhão Carlos Lopes v parku Eduarda VII. v Lisabonu (1922)
- kostel svatého Ildefonsa v Portu (fasáda, 1932)

a v mnoha dalších.
Jeho práce se také nacházejí v Brazílii, Anglii (hrad Windsor), Švýcarsku a dalších zemích.

## Galerie

Nádraží São Bento
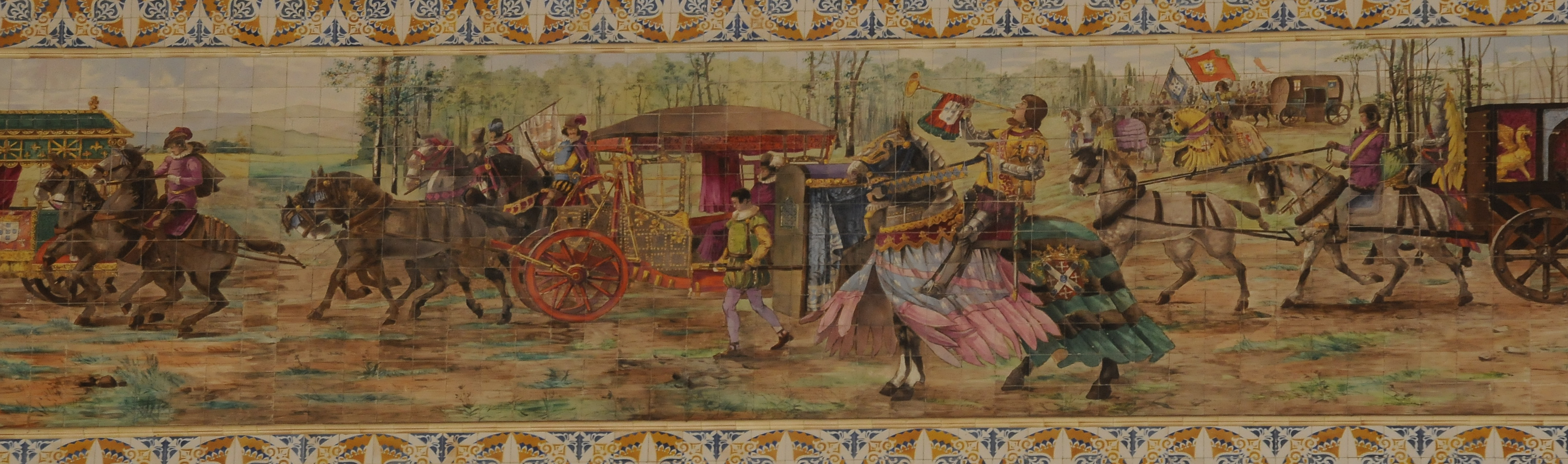
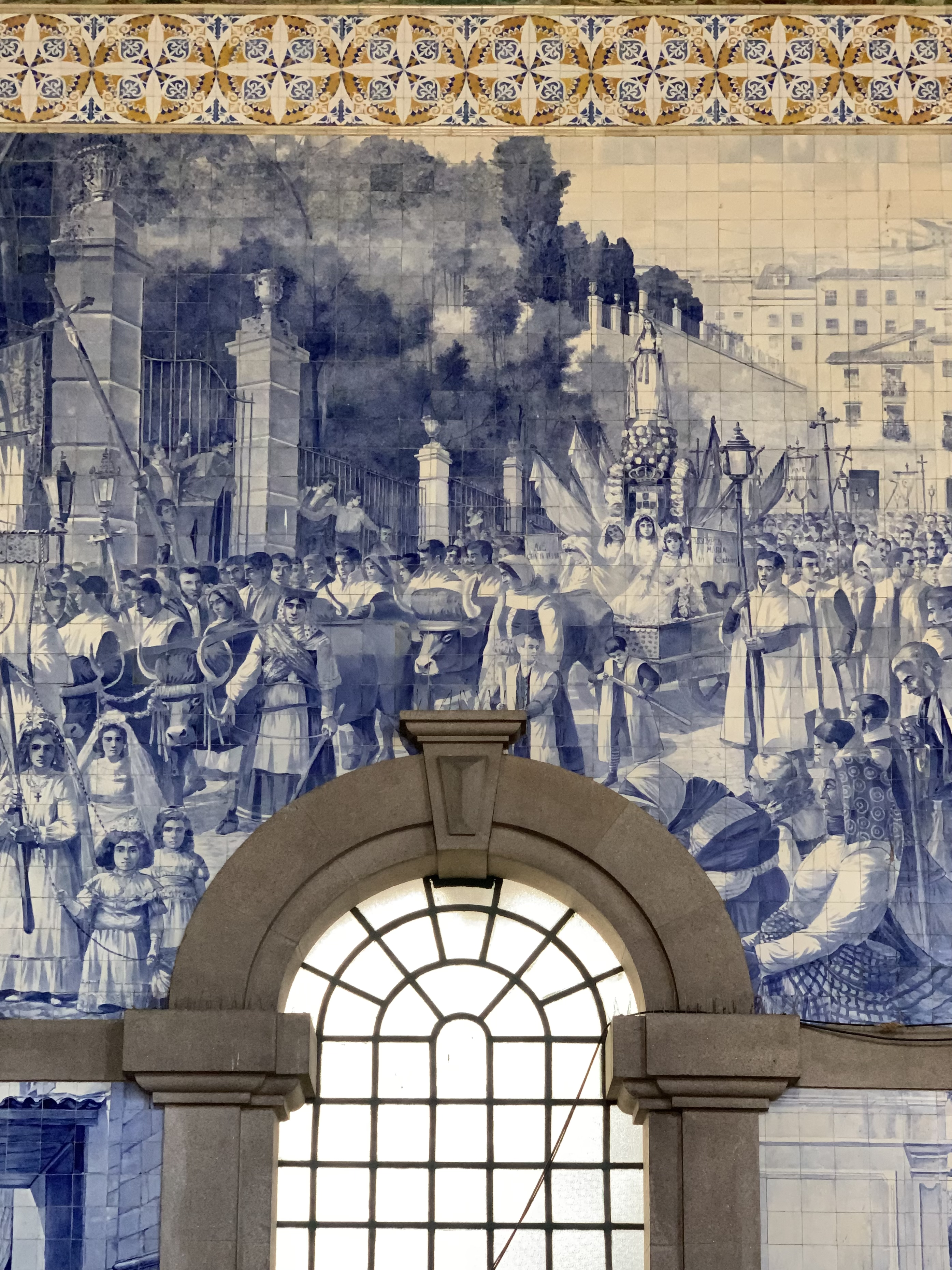
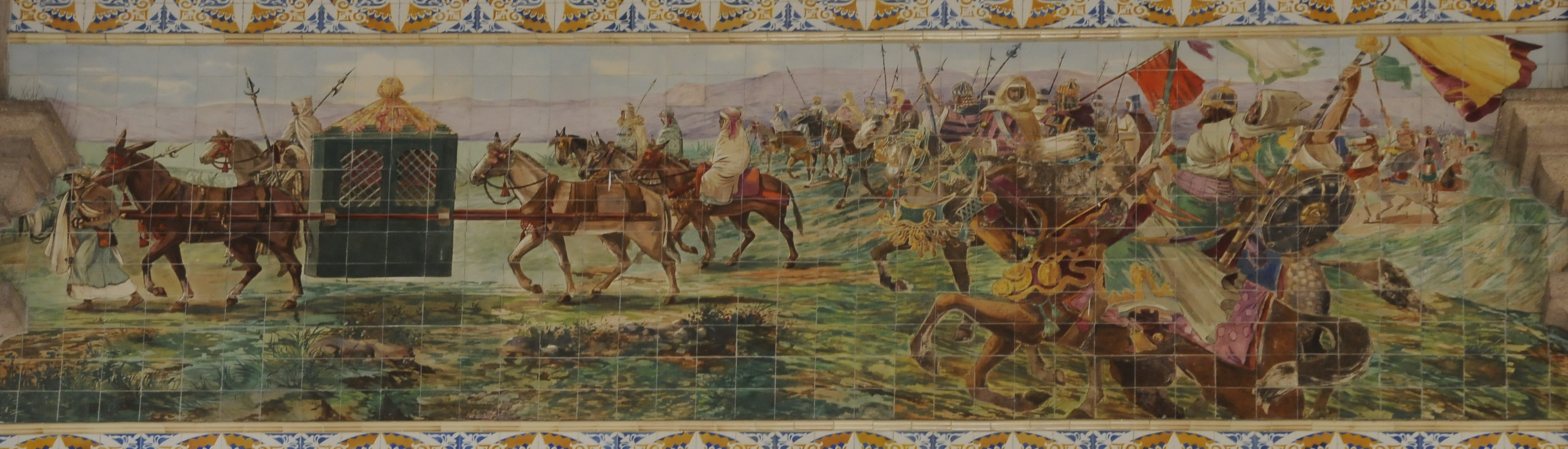

Palácio Hotel do Buçaco
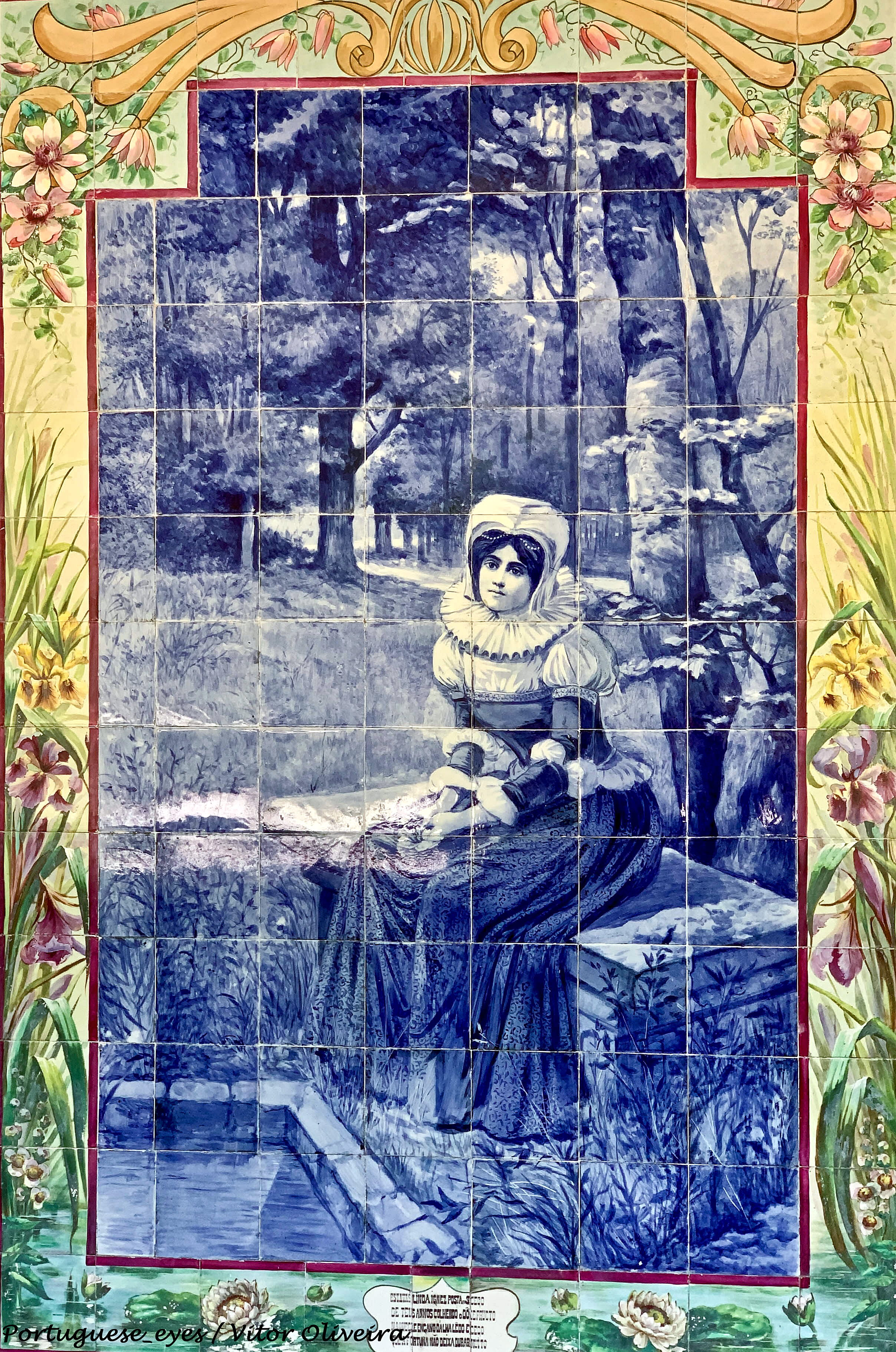
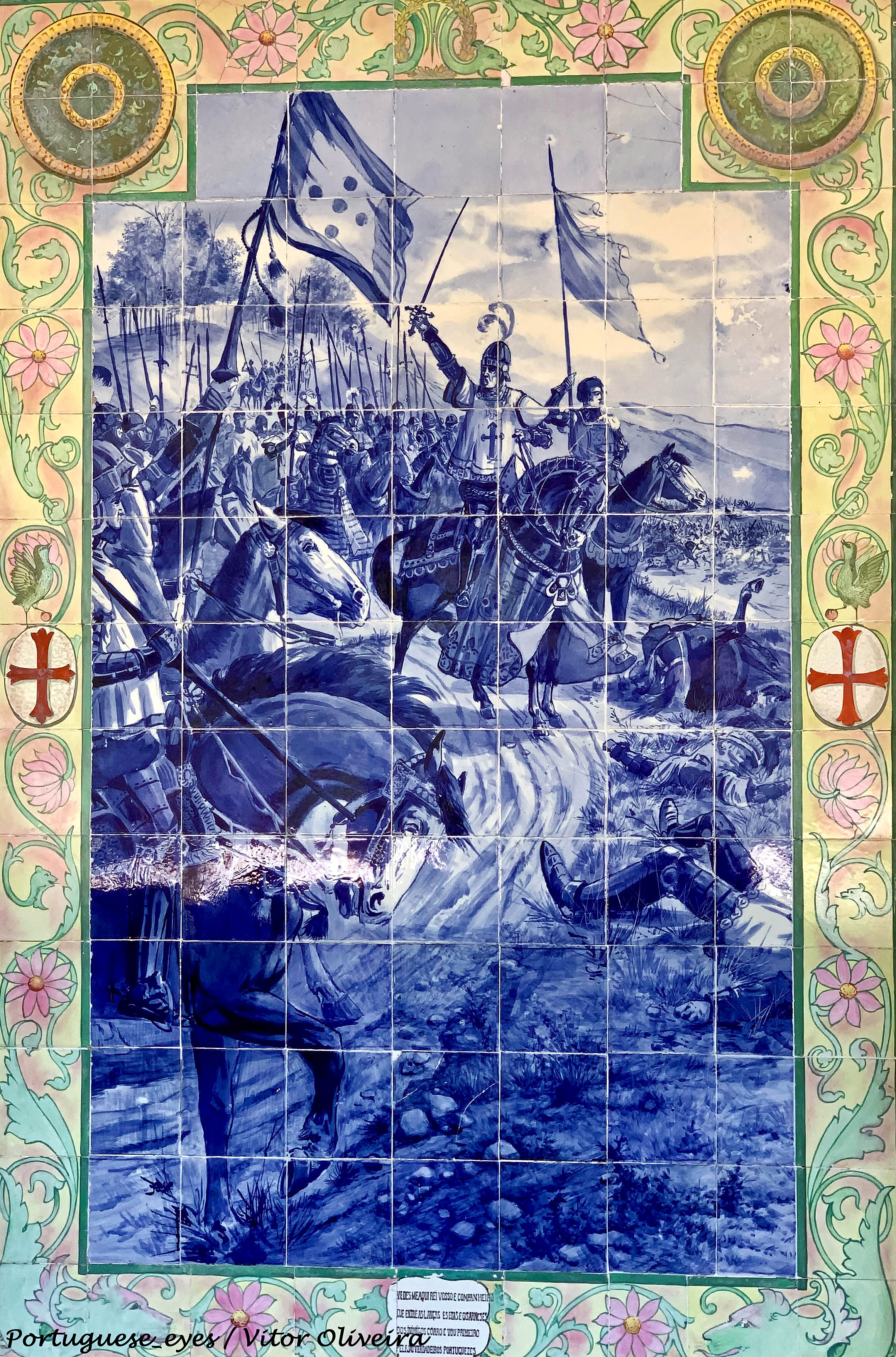
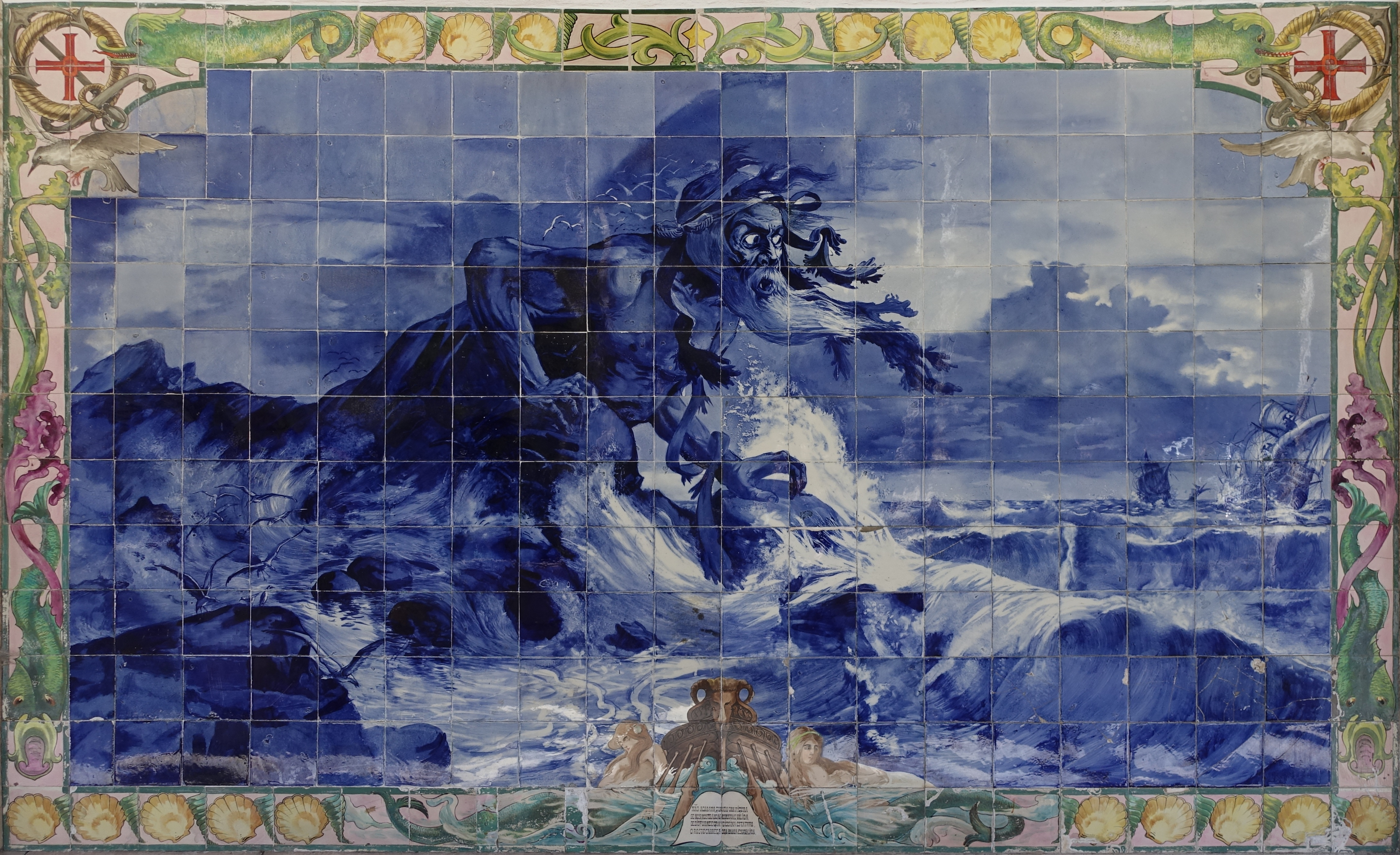
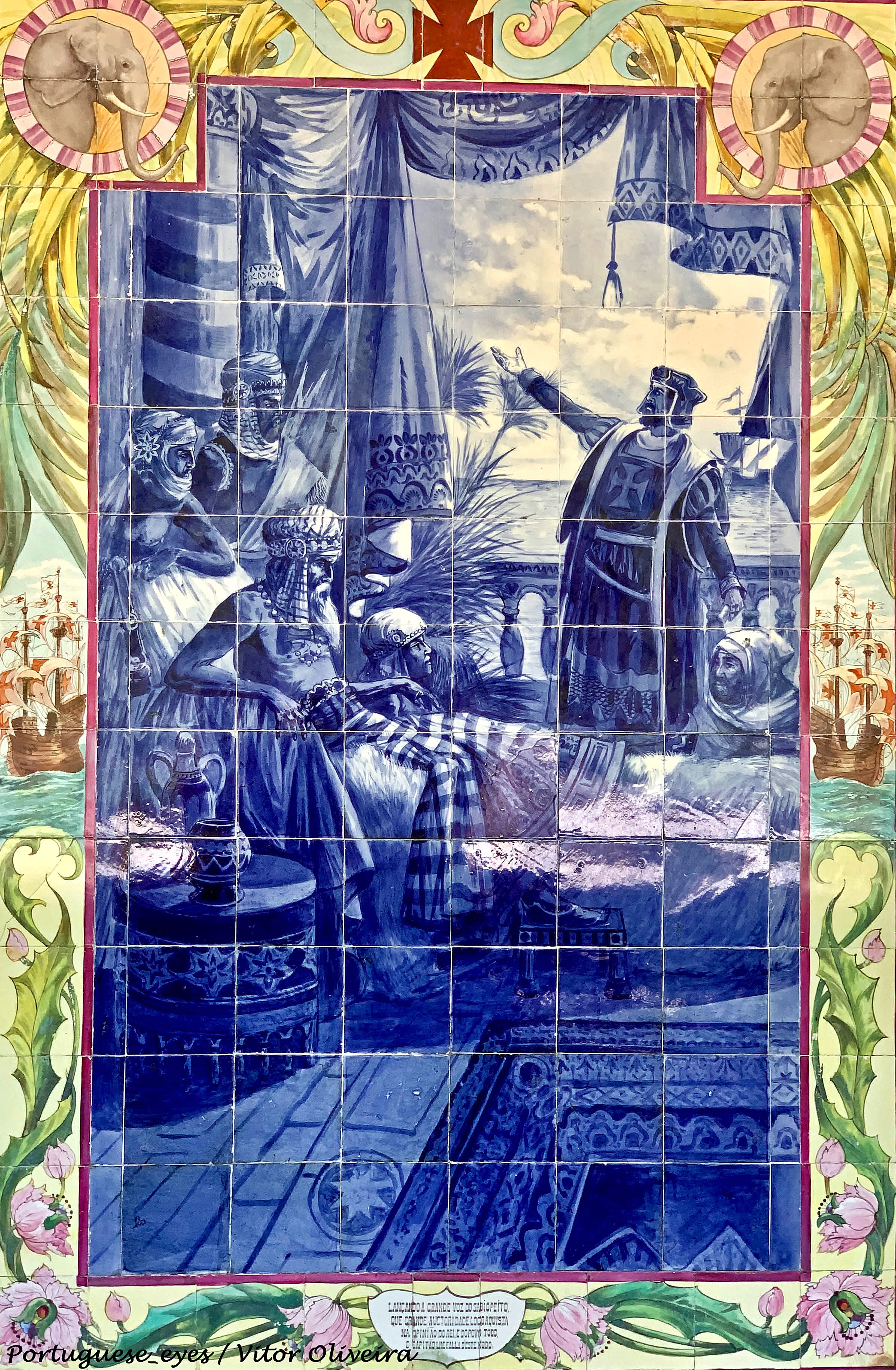
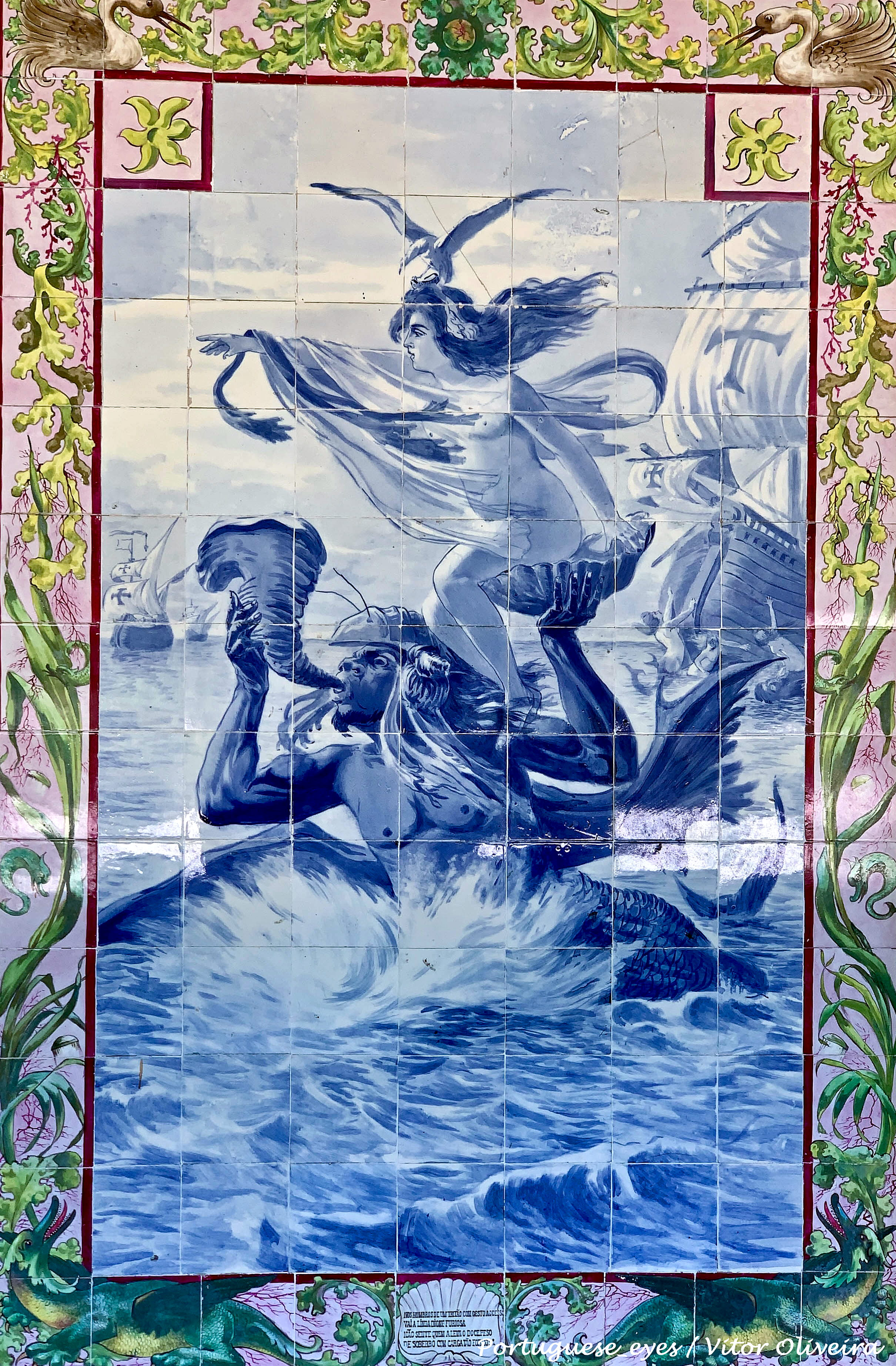

Pavilhão Carlos Lopes
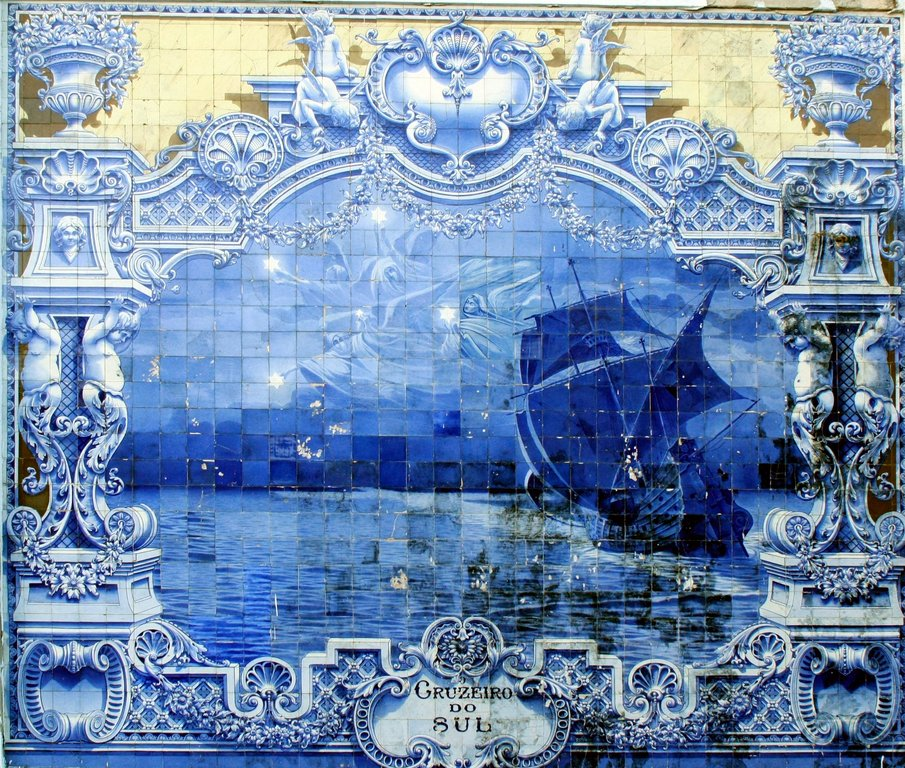
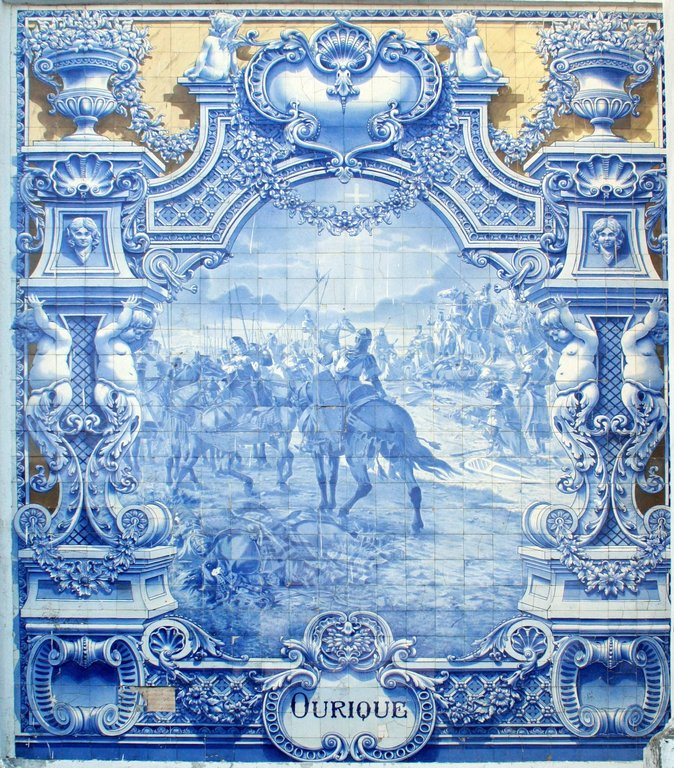
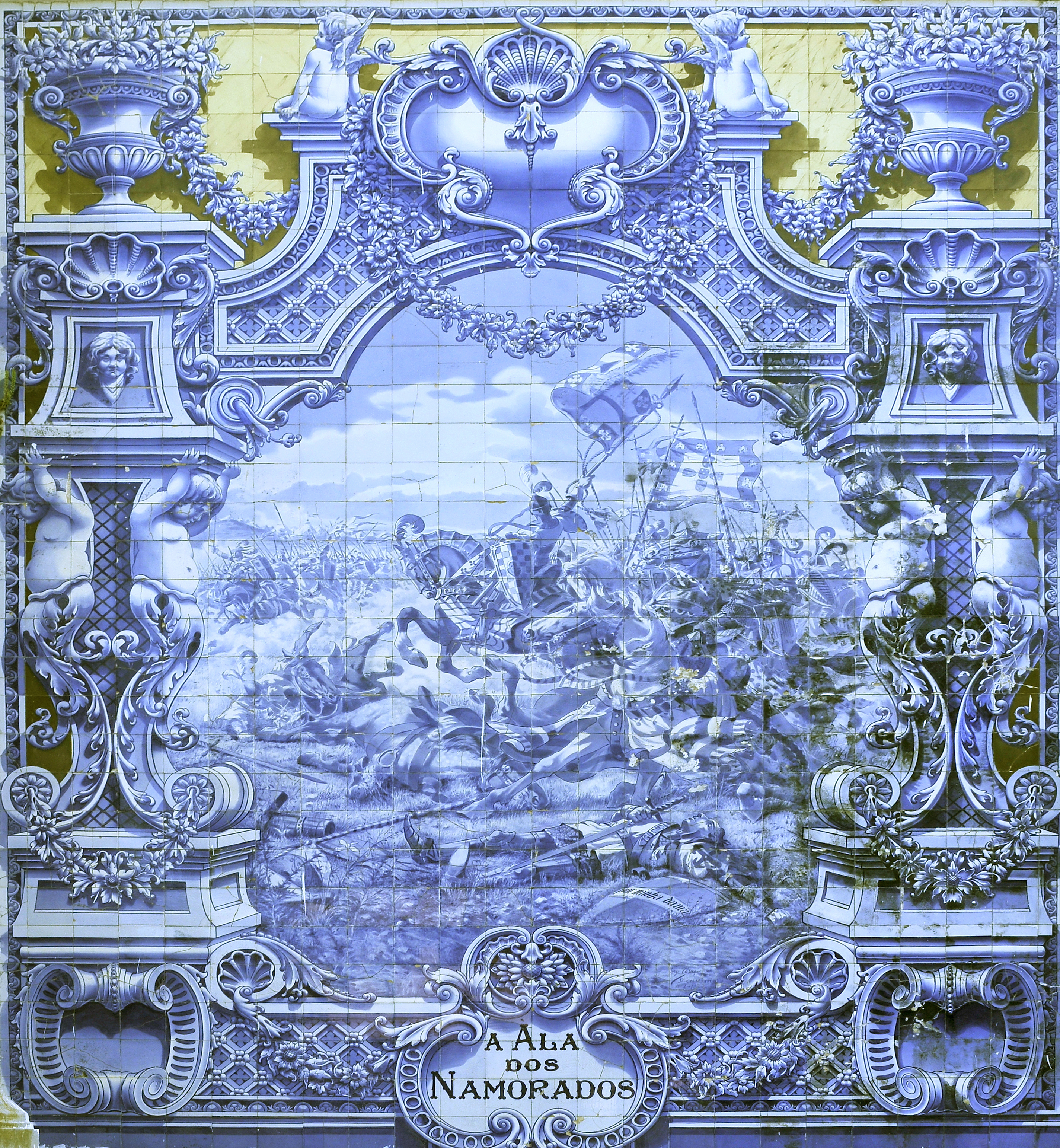
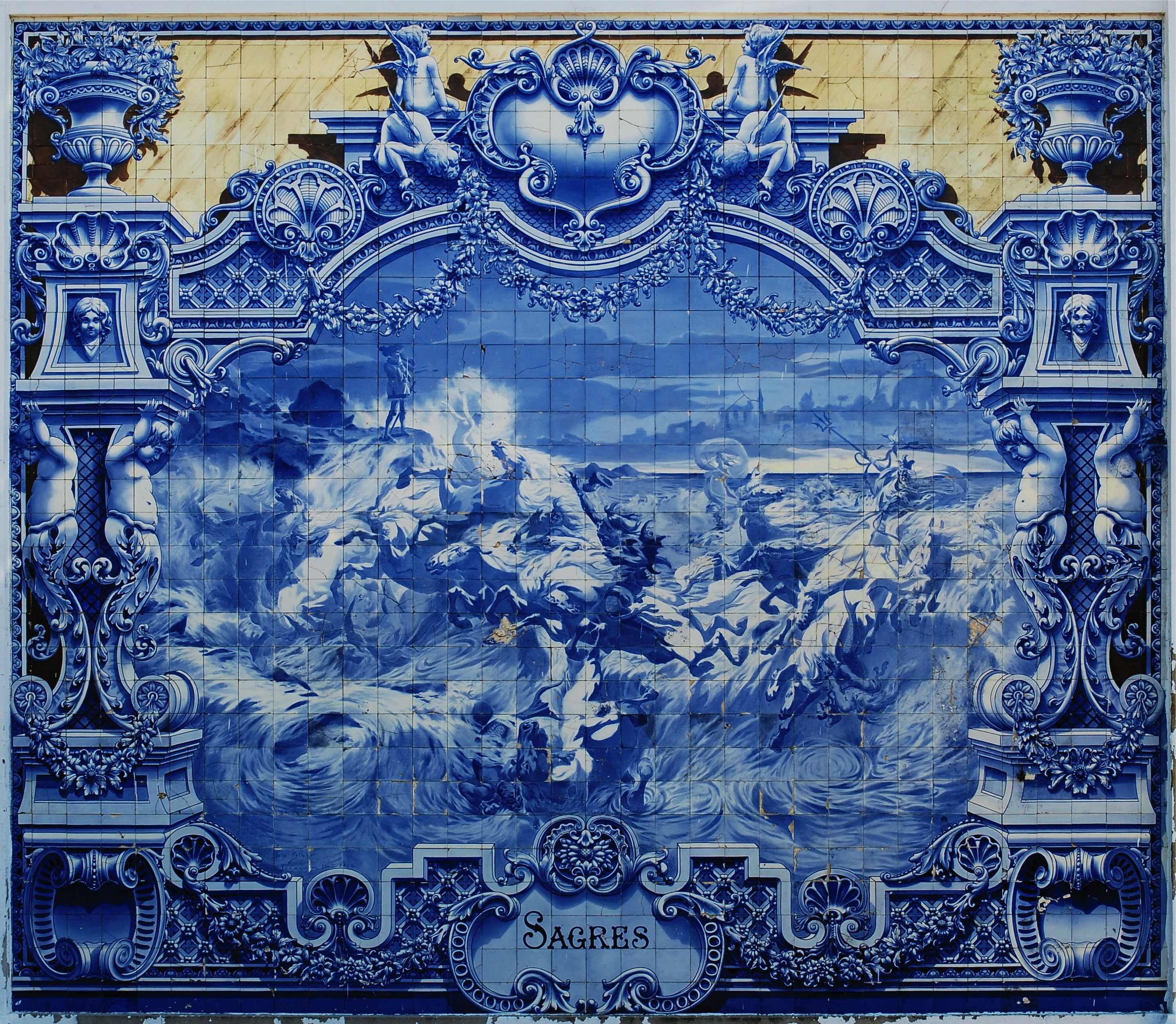